# Thoisy-le-Désert
Thoisy-le-Désert és un municipi francès, situat al departament de la Costa d'Or i a la regió de Borgonya - Franc Comtat. L'any 2007 tenia 191 habitants.

## Demografia

### Població
El 2007 la població de fet de Thoisy-le-Désert era de 191 persones. Hi havia 70 famílies, de les quals 16 eren unipersonals (12 homes vivint sols i 4 dones vivint soles), 25 parelles sense fills, 25 parelles amb fills i 4 famílies monoparentals amb fills.
La població ha evolucionat segons el següent gràfic:
Habitants censats

### Habitatges
El 2007 hi havia 110 habitatges, 74 eren l'habitatge principal de la família, 26 eren segones residències i 10 estaven desocupats. 108 eren cases i 2 eren apartaments. Dels 74 habitatges principals, 57 estaven ocupats pels seus propietaris, 13 estaven llogats i ocupats pels llogaters i 3 estaven cedits a títol gratuït; 7 tenien dues cambres, 8 en tenien tres, 15 en tenien quatre i 43 en tenien cinc o més. 58 habitatges disposaven pel capbaix d'una plaça de pàrquing. A 35 habitatges hi havia un automòbil i a 31 n'hi havia dos o més.

### Piràmide de població
La piràmide de població per edats i sexe el 2009 era:
| Homes | Edats   | Dones |
| ----- | ------- | ----- |
| 0     | 95 o +  | 0     |
| 0     | 90 a 94 | 0     |
| 0     | 85 a 89 | 4     |
| 0     | 80 a 84 | 0     |
| 4     | 75 a 79 | 8     |
| 0     | 70 a 74 | 0     |
| 4     | 65 a 69 | 4     |
| 8     | 60 a 64 | 8     |
| 0     | 55 a 59 | 4     |
| 8     | 50 a 54 | 4     |
| 8     | 45 a 49 | 4     |
| 0     | 40 a 44 | 0     |
| 8     | 35 a 39 | 8     |
| 4     | 30 a 34 | 8     |
| 8     | 25 a 29 | 12    |
| 4     | 20 a 24 | 0     |
| 12    | 15 a 19 | 4     |
| 0     | 10 a 14 | 8     |
| 4     | 5 a 9   | 4     |
| 4     | 0 a 4   | 4     |

## Economia
El 2007 la població en edat de treballar era de 107 persones, 88 eren actives i 19 eren inactives. De les 88 persones actives 84 estaven ocupades (49 homes i 35 dones) i 4 estaven aturades (4 dones i 4 dones). De les 19 persones inactives 4 estaven jubilades, 8 estaven estudiant i 7 estaven classificades com a «altres inactius».

### Ingressos
El 2009 a Thoisy-le-Désert hi havia 73 unitats fiscals que integraven 197 persones, la mediana anual d'ingressos fiscals per persona era de 18.535 €.

### Activitats econòmiques
Dels 14 establiments que hi havia el 2007, 5 eren d'empreses extractives, 1 d'una empresa de fabricació d'altres productes industrials, 4 d'empreses de construcció, 1 d'una empresa d'informació i comunicació, 2 d'empreses de serveis i 1 d'una empresa classificada com a «altres activitats de serveis».
Dels 4 establiments de servei als particulars que hi havia el 2009, 1 era una fusteria, 2 lampisteries i 1 electricista.
L'any 2000 a Thoisy-le-Désert hi havia 12 explotacions agrícoles que ocupaven un total de 1.536 hectàrees.

## Poblacions properes
El següent diagrama mostra les poblacions més properes.